# 对称闭包
在数学中，集合 X 上的二元关系 R 的 对称闭包 是 X 上包含 R 的最小的对称关系。
例如，若定义 X 为机场的集合，并且  x R y  当且仅当 “存在从 x 到 y 的直航航班”，则 R 的对称闭包为关系 R' 满足“ x R' y 当且仅当存在从 x 到 y 及从 y 到 x 的直航航班”。

## 定义
集合 X 上的关系 R 的对称闭包 S 的定义为
{\displaystyle S=R\cup \left\{(x,y):(y,x)\in R\right\}.\,}
换言之，R 的对称闭包是 R 与 X 上的逆关系的并集。